# Cidelândia
Cidelândia este un oraș în Maranhão (MA), Brazilia.